# پارک گوانگ هیون
پارک گوانگ هیون (کره‌ای: 박광현؛ زادهٔ ۱۱ اکتبر ۱۹۷۷) بازیگر و خواننده اهل کره جنوبی است. پس از برنده شدن در برنامه تاپ تلنت اس‌بی‌اس، پارک در درام‌های کره‌ای از جمله کُلَش لوبیای زندگی من (۲۰۰۳)، نان‌های شیرین (۲۰۰۴) و رژ لب صورتی (۲۰۱۰) ایفای نقش کرده‌است.